# Маамяги, Виктор Андреевич
Виктор Андреевич Маамяги (12 октября 1917 — 31 мая 2005) — советский хозяйственный, государственный и политический деятель, доктор исторических наук, академик АН Эстонской ССР.

## Биография
Родился в 1917 году в Бердянске. Член КПСС.
С 1939 года — на хозяйственной, общественной и политической работе. В 1939—1990 гг. — выпускник исторического факультета Ленинградского госуниверситета, участник Великой Отечественной войны, командир отделения противотанковых ружей 4-го батальона 260-й бригады морской пехоты, ответственный работник Академии Наук Эстонской ССР, директор Института истории Академии наук Эстонской ССР.
Избирался депутатом Верховного Совета Эстонской ССР 7-го, 8-го и 10-го созывов.
Умер в Таллине в 2005 году.